# Ramazan Özcan
Ramazan Özcan (Dornbirn, Austria, 28 de junio de 1984) es un exfutbolista austriaco que jugaba de portero.
En julio de 2020 anunció su retirada al término de la temporada 2019-20. Continuó en el Bayer 04 Leverkusen, su último equipo, como entrenador de porteros en el equipo juvenil.

## Selección nacional
Debutó el 20 de agosto de 2008 con la selección de fútbol de Austria, Ha sido internacional en 10 oportunidades.

## Clubes
| Club                         | País     | Año       |
| ---------------------------- | -------- | --------- |
| Austria Lustenau             | Austria  | 2003-2006 |
| Red Bull Salzburgo           | Austria  | 2006-2008 |
| TSG 1899 Hoffenheim (cedido) | Alemania | 2008      |
| TSG 1899 Hoffenheim          | Alemania | 2008-2011 |
| Beşiktaş J. K. (cedido)      | Turquía  | 2010      |
| F. C. Ingolstadt             | Alemania | 2011-2016 |
| Bayer 04 Leverkusen          | Alemania | 2016-2020 |

## Palmarés

### Títulos nacionales
| Título     | Club               | País    | Año  |
| ---------- | ------------------ | ------- | ---- |
| Bundesliga | Red Bull Salzburgo | Austria | 2007 |